# Raging Bull
Raging Bull is een Amerikaanse biografische film over professioneel bokser Jake LaMotta, geregisseerd door Martin Scorsese in 1980. Het scenario voor de film werd geschreven door Paul Schrader en Martin Scorsese. De film is in zwart-wit gefilmd.

## Rolverdeling
Robert De Niro speelt de rol van LaMotta. Joe Pesci speelt de rol van La Motta's broer en manager. Cathy Moriarty is te zien als de vrouw van Jake. De film bevat ook bijrollen van onder meer Nicholas Colasanto en Theresa Saldana, en het debuut van John Turturro.

## Verhaal
Jake LaMotta is een bokser wiens agressie en woede leidt tot succes binnen de boksring, maar tegelijkertijd zorgt voor zijn neergang in zijn privéleven. Privé is Jake LaMotta een paranoïde man, een tikkende tijdbom die ieder moment kan afgaan.

## Rolverdeling
| Acteur             | Personage               |
| ------------------ | ----------------------- |
| Robert De Niro     | Jake LaMotta            |
| Joe Pesci          | Joey LaMotta            |
| Cathy Moriarty     | Vickie LaMotta          |
| Nicholas Colasanto | Tommy Como              |
| Theresa Saldana    | Lenora LaMotta          |
| Frank Vincent      | Salvatore "Salvy Batts" |
| Lori Anne Flax     | Irma LaMotta            |
| Mario Gallo        | Mario                   |
| Frank Adonis       | Patsy                   |
| Joseph Bono        | Guido                   |
| Frank Topham       | "Toppy"                 |
| Charles Scorsese   | Charlie                 |
| Geraldine Smith    | Janet                   |
| Candy Moore        | Linda                   |
| James V. Christy   | Dr. Pinto               |
| Laura James        | Mrs. Bronson            |
| Peter Savage       | Jackie Curtie           |
| Don Dunphy         |                         |
| McKenzie Westmore  | Stephanie LaMotta       |
| Gene LeBell        |                         |
| Shay Duffin        |                         |
| Martin Scorsese    |                         |
| John Turturro      |                         |
| Coley Wallace      | Joe Louis               |

## Academy Awards
Raging Bull kreeg acht Oscarnominaties en won er twee. De Oscar voor de beste film ging tot de teleurstelling van veel filmliefhebbers aan Raging Bull voorbij, deze ging naar Robert Redford's Ordinary People. De volgende Oscars won de film uiteindelijk wel:
- Beste mannelijke hoofdrolspeler (Robert De Niro)
- Beste montage (Thelma Schoonmaker)

Nominaties:
- Beste mannelijke bijrol (Joe Pesci)
- Beste vrouwelijke bijrol (Cathy Moriarty)
- Beste film
- Beste regie (Martin Scorsese)
- Beste camerawerk (Michael Chapman)
- Beste geluid (Donald O. Mitchell)